# ابرهارد زورن
ابرهارد زورن (انگلیسی: Eberhard Zorn؛ زادهٔ ۱۹ فوریهٔ ۱۹۶۰) فرمانده نظامی اهل آلمان است، که هم‌اکنون به‌عنوان بازرس کل بوندس‌وهر یا رئیس ستاد کل نیروهای مسلح آلمان، فعالیت می‌کند.